# Macromitrium helmsii
Macromitrium helmsii är en bladmossart som beskrevs av Jean Édouard Gabriel Narcisse Paris 1900. Macromitrium helmsii ingår i släktet Macromitrium och familjen Orthotrichaceae. Inga underarter finns listade i Catalogue of Life.